# کاکل‌فری نوک‌تیغی
کاکل‌فری نوک‌تیغی (نام علمی: Mitu tuberosum) نام یک گونه از زیرخانواده کاکل‌فری است.